# Museo Arqueológico de Paleópoli de Andros
El Museo Arqueológico de Paleópoli es uno de los museos de Grecia. Se encuentra ubicado en Paleópoli, antigua capital de la isla de Andros, perteneciente al archipiélago de las Cícladas. Se encuentra en un edificio construido en 1981 y fue inaugurado en 2003.
Contiene una serie de piezas arqueológicas procedentes de la antigua capital de Andros, que estaba ubicada en Paleópolis, pertenecientes principalmente a los periodos clásico, helenístico y romano, así como de otros yacimientos del área que incluyen también piezas prehistóricas.
Entre ellas se hallan esculturas, relieves, inscripciones, herramientas, piezas de cerámica, monedas y joyas. Entre los objetos más destacados se encuentra un león funerario de mármol de tamaño natural que se fecha hacia el 320 a. C.; una inscripción del siglo I a. C. en una placa de mármol de un himno a Isis del que se conservan 178 versos; una estatuilla de mármol del periodo helenístico (hacia el siglo III a. C.) de Artemisa y un grupo escultórico de mármol que representa a Pegaso y Belerofonte que se ha fechado entre los siglos VI y V a. C.
|                                        |
| Figurilla de terracota (siglo V a. C.) |

|                                          |
| Torso de león funerario (siglo IV a. C.) |

|                                                                          |
| Estela del mármol del periodo helenístico con inscripciones de decretos. |

|                               |
| Joyas de oro de época romana. |